# 勒马济
勒马济（法語：Le Mazis，法語發音：[lə mazi]）是法国上法蘭西大區索姆省的一个市镇，属于阿布维尔区。

## 地理
勒马济（49°52'38"N, 1°46'19"E）面积3.8 平方千米，位于法国上法蘭西大區索姆省，该省份为法国北部沿海省份，北起加来海峡省和北部省，西接滨海塞纳省和大西洋英吉利海峡，南至瓦兹省，东临埃纳省。
与勒马济接壤的市镇（或旧市镇、城区）包括：昂丹维尔、安瓦勒-布瓦龙、讷维尔科普格勒、圣欧班里维耶尔。

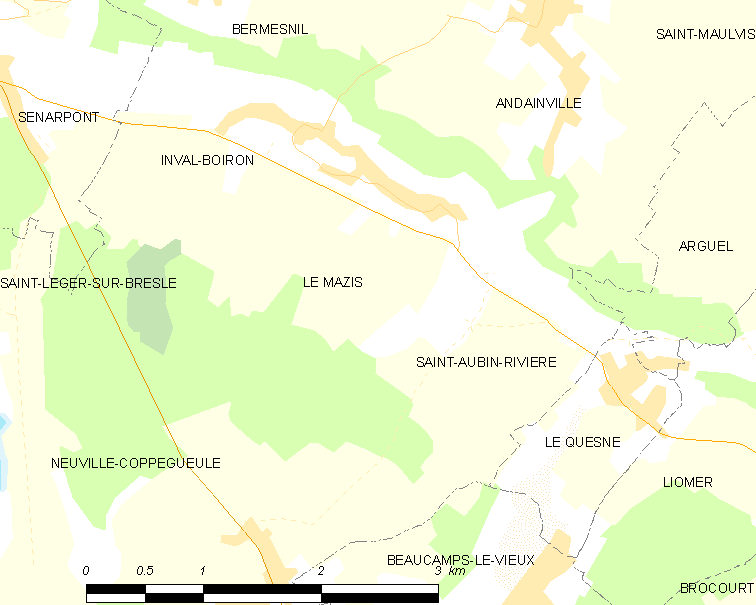
勒马济的OSM定位图

勒马济的时区为UTC+01:00、UTC+02:00（夏令时）。

## 行政
勒马济的邮政编码为80430，INSEE市镇编码为80522。

## 政治
勒马济所属的省级选区为皮卡第地区普瓦县。

## 人口

1962-2008年间勒马济人口变化图示

勒马济于2022年1月1日时的人口数量为108人。